# 私にふさわしいホテル
『私にふさわしいホテル』（わたしにふさわしいホテル）は、柚木麻子による小説。2012年10月に扶桑社から刊行され、2015年11月に新潮社から文庫版が刊行された。
文学新人賞を元・人気アイドルと同時受賞したため、ほとんど注目されずデビューの機会も巡ってこない不遇な新人作家・中島加代子が文壇の大御所・東十条らと闘い、時には仲間に取り込みながら、野心に満ちて作家の階段を登っていく姿が描かれる。
2024年12月27日に映画版が公開された。

## 登場人物

### 主要人物
中島加代子（なかしま かよこ）
33歳。プーアール社の文学新人賞の大賞を受賞するが、同時受賞者は元・人気アイドルですべての注目を奪われてしまう。受賞時のペンネームは相田大樹。
文鋭社から「氷を巡る物語」で単行本デビューする時のペンネームは有森樹李。この作品は同社の小説ばるす新人賞受賞作となった。
遠藤道雄（えんどう みちお）
大手出版社「文鋭社」の老舗文芸誌「小説ばるす」編集者。加代子の大学の先輩で、文鋭社からデビューした加代子の担当となる。
東十条宗典（ひがしじゅうじょう むねのり）
大御所作家で多数の文学賞の選考委員を務めている。策略に何度もはめられた加代子に対しては良い感情を持っていない。
だが、利害関係が一致すれば息の合った共闘をすることもあるなど、加代子を認めている部分もある。

### 業界関係者
島田かれん（しまだ かれん）
34歳。加代子と文学新人賞を同時受賞した元人気アイドル。受賞後1か月で自分の顔写真を表紙にデビュー作を刊行している。
門川響子（かどかわ きょうこ）
秀茗社のベテラン編集者。小説ばるす新人賞以来、加代子を高く評価している。
大和田浪江（おおわだ なみえ）
辛口書評で知られる大御所の書評家。加代子の受賞2作目「おばあちゃんをリツイート」の不出来を出版関係者の会合で罵倒する。
有森光来（ありもり みく）
18歳。北海道の高校生で美少女。加代子の翌年の小説ばるす新人賞受賞者。
須藤純一（すどう じゅんいち）
30代後半。隣々堂書店恵比寿店勤務。超有名カリスマ書店員。1人で書店回りをする加代子に最初はそっけない態度だった。
だが、都内の大型書店から新刊本を狙う窃盗団のボスを加代子が捕まえたことから好意的になり、書店仲間にも連絡してくれる。

### 加代子の関係者
錦織聡一郎（にしきおり そういちろう）
29歳。加代子の彼氏。大手酒造メーカー「株式会社モレシャン」の社長の息子。
「氷を巡る物語」の執筆に際しての取材で社の広報窓口として親切に対応してもらったことが知り合うきっかけ。
宮木あや子（みやぎ あやこ）、南綾子（みなみ あやこ）
加代子と親しい作家仲間。

### 東十条の家族
千恵子（ちえこ）
48歳。東十条宗典の妻。宗典には従順で献身的。父の経営する会社で秘書をしていた時に宗典がアルバイトに来たのが出会い。
美和子（みわこ）
宗典の娘。宗典を「この人」呼ばわりしている。母とともに加代子にはすっかり心を許している。

## 書誌情報
- 柚木麻子『私にふさわしいホテル』
  - 2012年10月27日発売、扶桑社、ISBN 978-4-594-06683-3[1]
  - 2015年11月28日発売、新潮文庫、ISBN 978-4-10-120241-9[2]

## 映画
2024年12月27日に公開された。監督は堤幸彦、主演はのん。
本作は主人公の加代子が憧れるホテルとして、2024年2月に全面休館となった「山の上ホテル」で最後に撮影された貴重な作品でもある。なお、原作では現代が舞台となっているが、映画では1980年代に設定が変更されている。

### キャスト

#### 主要人物
中島加代子（相田大樹→白鳥氷→有森樹李）
演 - のん
新人作家。相田大樹のペンネームで新人賞を受賞したが、東十条の酷評のせいで未だ単行本も出せていない。
遠藤道雄
演 - 田中圭
文鋭社「小説ばるす」の敏腕編集者。加代子の大学時代の先輩で最大の理解者だが、時に裏切ることもある。
東十条宗典
演 - 滝藤賢一
大御所作家。加代子をさまざまな手段で追い詰める。

#### 東十条の家族・関係者
東十条美和子
演 - 髙石あかり
東十条の娘。東十条が唯一頭の上がらない「じゃじゃ馬娘」。
東十条千恵子
演 - 若村麻由美
東十条の妻。東十条を親身に支える。
明美
演 - 田中みな実
東十条が常連の一流クラブ「ジレ」のママ。

#### 遠藤の家族・関係者
遠藤緑
演 - 広山詞葉
遠藤の妻。文鋭社役員の娘。
遠藤桜、遠藤楓
演 - 永瀬ゆずな、沢田優乃
遠藤の娘。
ホテルの支配人
演 - 光石研
クリスマスに遠藤が家族で泊まるホテルの支配人。

#### その他
有森光来
演 - 服部樹咲
天才高校生小説家。文壇の話題を独占する。
須藤
演 - 橋本愛
超有名カリスマ書店員。ポップを書けばその本がすぐ売り切れると言われる。
トレンディー俳優
演 - 橘ケンチ（EXILE）
「ジレ」の常連客。

### スタッフ
- 原作 - 柚木麻子『私にふさわしいホテル』（新潮文庫刊）[16]
- 監督 - 堤幸彦[13]
- 脚本 - 川尻恵太[3][13]
- 音楽 - 野崎良太（Jazztronik）[3][13]
- 主題歌 - 奇妙礼太郎「夢暴ダンス」（ビクターエンタテインメント）[17]
- 製作 - 石井紹良[13]
- エグゼクティブ・プロデューサー - 中村優子[13]
- プロデューサー - 田代蔦、平部隆明[13]
- 撮影 - 唐沢悟[13]
- 照明 - 山口泰一郎[13]
- 録音 - 工藤新一郎[13]
- 美術 - 鈴木隆之（A.P.D.J）[13]
- 装飾 - 湯澤幸夫[13]
- 音楽プロデュース - 茂木英興[13]
- 助監督 - 稲留武[13]
- 編集 - 伊藤伸行[13]
- 衣装 - 扇野涼子[13]
- のんスタイリスト - 中村のん[13]
- ヘアメイク - 山田みずき[13]
- 宣伝協力 - FINOR
- 特別協力 - 山の上ホテル
- 企画協力 - 新潮社
- 配給 - 日活、KDDI[16]
- 製作幹事・制作プロダクション - murmur[16]
- 製作 -「私にふさわしいホテル」製作委員会（REMOW、KDDI、ビクターエンタテインメント、フェローズ、アイ・ピー・アイ、ハピネット・メディアマーケティング）